# Мороз Микола Григорович
Микола Григорович Мороз (1945 Гамбург, Німеччина — 24 вересня 2021 р., Торонто, Канада) — канадійський-український бізнесмен, меценат і засновник спільного українсько-канадського підприємства «Кобза».
Микола народився в Гамбургу (Німеччина) 1945 року. Батьки Миколи — Григорій Мороз та Катерина Мороз (Мохнушко), родом з села Миколаївка Буринського району, котрі свого часу залишили рідні терени, емігрувавши за кордон. У віці 22 років переїздить до Канади (Торонто), де мешкав до кінця життя з дружиною Христиною та сином Максимом.
Із 1982 року почав займатись будівельними інвестиціями. Вперше приїздив в Україну 1982 року.
«СП Кобза (Україна-Канада)» було створене в Києві в грудні 1988 року Миколою Морозом (фірма «Ластівка») та головою Фонду Культури Борисом Олійником для популяризації української культури у світі. Воно спеціалізувалося на музичній діяльності і активно діяло між 1988—1996. У цей проєкт Микола Мороз вклав понад три мільйони доларів. Найбільше досягнення «Кобзи» — організація першого фестивалю «Червона рута» в Чернівцях (1989).
Помер Микола Мороз в Торонто 24 вересня 2021 року у віці 75 років після важкої хвороби.